# Булаховський Леонід Арсенійович
Леоні́д Арсе́нійович Булахо́вський (2 [14] квітня 1888, Харків, Харківська губернія, Російська імперія — 4 квітня 1961, Київ, Українська РСР, СРСР) — український мовознавець-славіст, професор (з 1936), член-кореспондент АН СРСР (з 1946), академік АН УРСР (з 1939), заслужений діяч науки УРСР (з 1941). Член Харківського історико-філологічного товариства. Автор праць із загального, українського і російського мовознавства, славістики, методики викладання мови тощо.

## Біографія
Народився в Харкові (нині — Харківська область, Україна) у родині майстра-механіка. Закінчивши гімназію, вступив на історико-філологічний факультет Харківського університету, який закінчив 1910 року з дипломом I ступеня та золотою медаллю. Залишився в університеті для здобуття професорського звання. У 1916 році склав магістерські екзамени у Петроградському університеті Працював викладачем, доцентом кафедри слов'янської філології. Читав лекції по філології на Вищих жіночих курсах м. Харків. 1917—1921 роки- професор Пермського університету (РФ)
1921—1941 — професор Харківського університету. Працював на робітничому факультеті Харківського університету, з 1930 — керівник секції Харківської філії, а з 1936 року — старший науковий співробітник Інституту мовознавства АН УРСР, Київ.
Під час війни з Німеччиною разом з інститутом був евакуйований у місто Уфа, де обіймав посаду заступника директора Інституту мови і літератури АН УРСР. 1944—1961 — працює на посаді директора Інституту мовознавства АН УРСР, а також завідувачем кафедри української мови, завідувачем кафедри слов'янської філології Київського університету. 1952—1956 — Член Президії АН УРСР; 1957—1962 — керівник Українського комітету славістів.
Автор близько 350 наукових праць з різних питань сучасної української мови, її історії, зі славістики, загального мовознавства, методики викладання. Серед методичних праць: «Кілька уваг до програми рідної мови…» (1927), «Методичні уваги до вчителя», «Методика мови і літератури» (1930), «Підручники з української мови для середньої школи» (1952) тощо, у яких описано питання підготовки вчителя української мови. Дійсний член АН УРСР Л. Булаховський у 1940-і очолював роботу зі створення нової редакції «Українського правопису», який був запроваджений наприкінці 1946-го.
У 1927 році Леонід Булаховський разом із О. Білецьким, О. Парадизьким і М. Сулимою видали підручник для старшого концентру трудових шкіл. Це був своєрідний додаток до підручника «Українська мова». У ньому було 4 статті Булаховського: «Граматика в новій школі», присвячена проблемам і методам вивчення мови, «Порівняльне вивчення української й руської мов», де йдеться про одночасне навчання близькоспоріднених мов. Наступні дві статті присвячені роботі над виразністю та образотворчими засобами мови, а також над технікою усної і писемної мови. Кожен із випусків цього підручника (5—7-й роки навчання), крім граматики, містив розділи «Формальний аналіз літератури» та «Розвиток усної і писемної мови». Окрім практичного матеріалу, підручник висвітлював деякі питання мовознавства, а також містив історичні довідки.
Булаховський усупереч формально-граматичному напряму обґрунтував положення про єдність граматики з орфографією та стилістикою. Багато працював над загальними і конкретними проблемами методики викладання української мови. Науково-дослідницьку діяльність поєднував із практичною в середній та вищій школах, брав участь у підготовці вчительських кадрів, виступав із критичними оглядами методичної літератури.
У дослідженнях, присвячених мові Тараса Шевченка, висвітлив три основні питання: значення творчості великого поета в становленні нової української літературної мови, деякі засоби поетики Шевченка і характеристика мови його поем, написаних російською мовою. Науковець стверджував, що «Культура російської віршованої мови» поета була не гірша Олександра Пушкіна.
З початком німецько-радянської війни, в липні 1941 року Леоніда Булаховського було евакуйовано з майже 400-ми академіками, членами-кореспондентами та іншими науковими працівниками Академії наук УРСР до Уфи, столиці Башкирії.
Помер 4 квітня 1961 року в Києві. Похований на Байковому кладовищі (ділянка № 42) у Києві. Автор пам'ятника — скульптор Еліус Фрідман.

### Родина
- Дочка — Юлія Булаховська (1930—2021) — літературознавиця, мовознавиця, доктор філологічних наук.
  - Онука — Вероніка Ярмак (нар. 1961) — мовознавиця, доктор філологічних наук.
  - Онука — Лариса Брідня (нар. 1970) — архітекторка, кандидат архітектури.
  - Онука — Мирослава Карацуба (нар. 1973) — літературознавиця, кандидат філологічних наук.
- Дружина — Тетяна Данилівна Булаховська-Іванова (1904—1989) — походила з інтелігентської родини заслуженого лікаря України Данила Михайловича Іванова. Здобувши дві освіти — філологічну та музичну (закінчила Харківський університет та Харківську консерваторію), вона працювала до війни професійною співачкою (контральто), а потім, захистивши кандидатську дисертацію як французький філолог, займалась науковою діяльністю.

## Премії, нагороди
Лауреат Ленінської премії (1959). Нагороджений орденом Леніна, двома орденами Трудового Червоного Прапора, медалями.

## Вшанування пам'яті
На честь академіка Леоніда Булаховського в 1965 році названо вулицю в мікрорайоні Новобіличі міста Києва.
На фасаді будинку № 9 по вулиці Михайла Коцюбинського в Києві, де він проживав у 1944–1961 роках, 18 вересня 1971 року встановлено меморіальну дошку (бронза; барельєф; скульптор Ю. К. Скоблікова, архітектор А. Д. Іванова).